# فرهنگ شمال آفریقایی
فرهنگ شمال آفریقایی، اشاره به فرهنگ مردمان مغرب و صحارا است که زبانشان گویش‌های مختلفی از بربری و عربی است، و تقریباً به‌طور انحصاری پیرو اسلام هستند. گروه‌های زبان‌های عربی و بربری با هم خویشاوندی دوری دارند، هردو از شاخه‌ها و اعضای زبان‌های آفروآسیایی هستند. گویش‌های صحارا به گونه چشم‌گیری بطور چشمگیری بیشتر محافظه کارانه تر از شهرهای ساحلی است (زبان طوارقی را بنگرید). در طول سال‌ها مردمان بربر توسط فرهنگ‌های دیگر که با آنها در تماس بودند: نوبی‌ها، یونانی‌ها، فنیقی‌ها، مصری‌ها، رومیان باستان، وندال‌ها، مردم عرب، و در این اواخر گروه‌های قومی اروپایی تحت تأثیر قرار گرفته‌است.. بنابراین فرهنگ‌های مردمان مغرب و صحارا ترکیبی از فرهنگ بومی بربر، عرب، و عناصری از بخش‌هایی از همسایگان آفریقایی و فراتر از آنست. در صحرای بزرگ آفریقا، تمایز بین ساکنان واحه‌های غیر مهاجر و عشایر بدوی‌ها و طوارق است که به صورت ویژه‌ای نمایان شده‌اند.

## فرهنگ الجزایر
ادبیات و فرهنگ الجزایر مدرن، میان فرهنگ‌های عربی و فرانسه دو پاره شده، و به شدت تاریخ اخیر کشور را تحت تأثیر قرار داده‌است.

## فرهنگ مصر

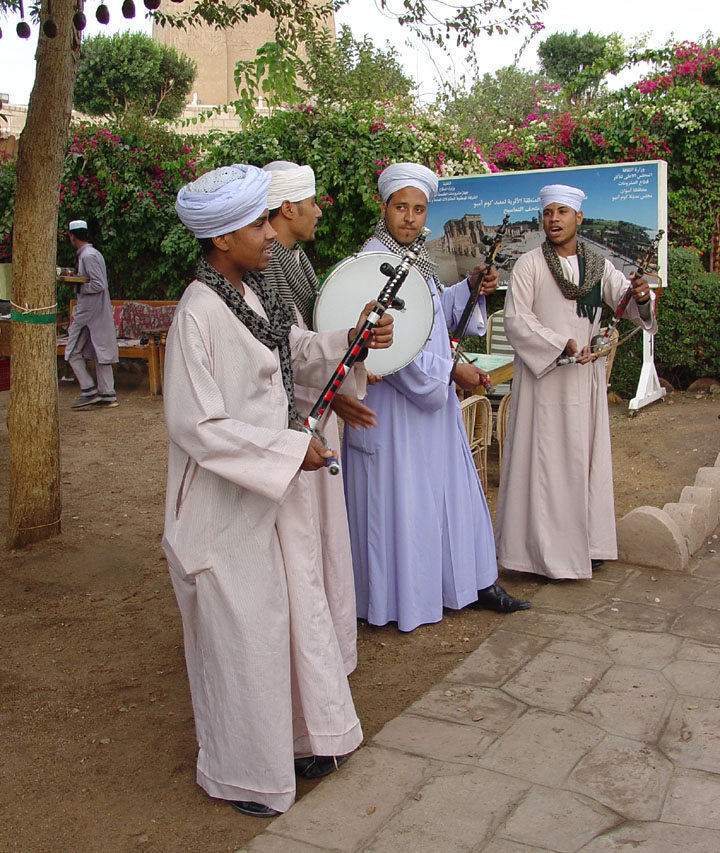
نوازندگان محلی سنتی مصری

فرهنگ مصریان بیش از شش هزار سال پیشینهٔ ثبت شده دارد. مصر باستان یکی از نخستین تمدن‌هاست. برای هزاران سال، مصر از یک فرهنگ کاملاً پیچیده، پایدار و باثباتی برخوردار بود که این فرهنگ بعدها اروپا، خاورمیانه و آفریقا را تحت تأثیر قرار داد. بعد از دوران فراعنه، مصر خود تحت تأثیر فرهنگ هلنیسم، برای مدتی مسیحیت و سپس، عربی و اسلامی قرار گرفت. امروز، بسیاری از جنبه‌های فرهنگ باستانی مصر در تعامل با عوامل تازه‌تر، از جمله نفوذ فرهنگ مدرن غربی؛ که خود دارای ریشه‌هایی در فرهنگ مصر باستان است، وجود دارد.
شهر قاهره پایتخت مصر، بزرگترین شهر در قارهٔ آفریقا است و برای سده‌ها به عنوان یک مرکز آموزش، فرهنگ و تجارت مشهور بوده‌است.
از اواخر سدهٔ ۱۹، مصر پیشرفت‌های شایانی در زمینه‌های صنایع هنر و رسانه داشته و امروز با داشتن بیش از ۳۰ کانال ماهواره‌ای سالانه بیش از ۱۰۰ فیلم در تولید می‌کند. در واقع قاهره مدت‌ها است که به عنوان «هالیوود شرق» شناخته شده‌است. مصر برای تقویت و پشتیبانی بیشتر از صنعت رسانه‌ای خود، به‌ویژه در رقابت شدید با کشورهای عربی در خلیج فارس و لبنان، یک شهر رسانه‌ای بزرگ ساخته است. مصر همچنین تنها کشور عربی زبان است که دارای خانهٔ اپرا است.

## فرهنگ لیبی
بلوک‌های آپارتمانی

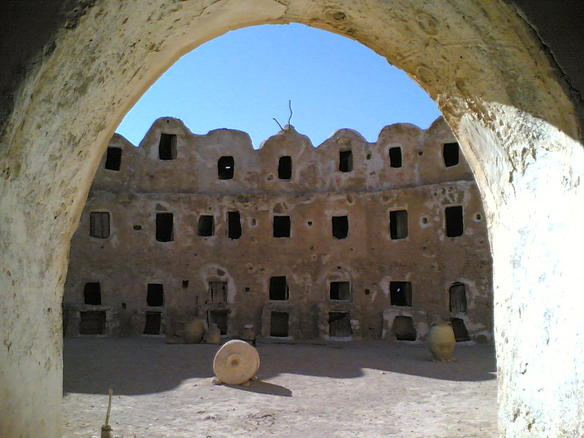
بنای تاریخی قصرالحاج که در ۱۵۰ کیلومتری (۹۳ مایل) جنوب تریپولی قرار گرفته‌است.

فرهنگ لیبی، تا اندازهٔ معینی، به دیگر کشورهای همسایهٔ عرب خود شبیه است و مردم لیبی خود را بسیار به عنوان بخشی از یک جامعهٔ گسترده‌تر عرب می‌دانند. زبان اصلی به شکل محاوره‌ای عربی است که دراین منطقه و در اطراف لیبی منحصر به فرد است. به نظر می‌رسد دو گویش متمایز و چند لهجهٔ متمایز روستایی و قبیله‌ای وجود دارد. اعراب لیبیایی یک میراث فرهنگی نامملوس ویژهٔ خود را دارند و خود را در سنت‌های بدویِ عشایری یک قبیلهٔ بدوی خاص مرتبط می‌دانند.
زندگی خانوادگی برای خانواده‌های لیبیایی بسیار مهم است. بیشترین مردم لیبی در بلوک‌های آپارتمانی و انواع مختلف واحدهای مسکونی مستقل؛ بسته به وضعیت درآمد خود، زندگی می‌کنند. بسیاری از اعرابی که با یک شیوه زندگی عشایری، به‌طور سنتی در چادر زندگی می‌کردند، در شهرها و شهرستانهای مختلف لیبی اسکان داده شده‌اند، و راه و رسم قدیمی زندگی در حال محو شدن است. برخی بر این باورند که هنوز هم کسانی در لیبی به همان گونه که برای قرن‌ها در بیابان زندگی می‌کرده‌اند وجود دارند، هر چند هیچ‌کس تعداد دقیق آنان را نمی‌داند. بسیاری از مردم در مشاغلی در صنعت و خدمات، و درصد کمی در بخش کشاورزی مشغول به کارند.